# Maurice Papon
Maurice Papon (Gretz-Armainvilliers, 1910. szeptember 3. – Pontault-Combault, 2007. február 17.) francia politikus.

## Politikai pálya 1945-ig
A németbarát Vichy-kormány alatt, 1940 és 1944 között Gironde megye prefektusa (rendőrfőkapitánya és közigazgatási elöljárója egy személyben). Aktív szerepet vállalt francia zsidók deportálásában azzal, hogy aláírta az erről szóló rendeletet.

## Politikai pálya 1945-1981
Papon politikai pályafutása a második világháború után szorosan összefonódott Charles de Gaulle-éval. Harcolt az algériai háborúban (1954–1962), majd Párizs rendőrprefektusává választották 1958-ban. Kétes hírnevet az 1961-es constantinois-i tüntetések szétverésével szerzett, mivel az akcióban majdnem kétszáz ember meghalt. A marokkói ellenzék vezérének, Mehdi Ben Barkának eltűnésében is aktív szerep jutott neki. 1965-ben a Sud Aviation légitársaság elnökévé nevezték ki. 1978. április 5. és 1981. május 22. között a harmadik Raymond Barre-kormány költségvetési minisztere.

## Bírósági eljárás
Politikai pályája 1981-ben ért véget, amikor a Le Canard Enchainé című lap május 6-i számában közzétette azokat a dokumentumokat, amelyek Papon aláírásával elrendelték a gironde megyei zsidók deportálását. Perének előkészítése 17 évig tartott. 1999-ben a  bordeaux-i büntető törvényszék tíz év börtönre ítélte, azonban három évvel később szabadon engedték megromlott egészségi állapota miatt. 2007. február 8-án keringési rendellenesség miatt kórházba szállították, ahol nem sokkal később meg is halt.